# Бадхызский заповедник
Бадхызский заповедник (туркм. Bathyz goraghanasy) находится в Марыйском велаяте на юге Туркменистана.
Площадь заповедника 877 квадратных км. Создан в 1941 году для охраны экосистем плато Бадхыз между реками Кушка и Теджен. Среднегодовое количество осадков около 280 мм, при максимуме в 420 мм и минимуме 130 мм. Короткая весна сменяется долгим жарким летом.
Под контролем администрации Бадхызского заповедника также находятся три заказника:
- Кызылджарский — создан в 1956 году.
- Пулихатумский — создан в 1956 году.
- Чеменабитский — создан в 1956 году.

Бадхызский заповедник богат своеобразным, не имеющим равных на территории Средней Азии, природным комплексом. Бадхызский заповедник привлекает внимание учёных с ранних времен, вследствие чего была исследована географами, почвоведами, ботаниками и зоологами.
М. П. Розанов стал основателем организации куланьего заповедника на юге Туркменистана, которого поддержали М. К. Лаптев, а также Г. И. Ишунин.
Постановлением Правительства Туркменской ССР в декабре 1941 года заложена основа Бадхызского заповедника. Первым директором заповедника был назначен энтузиаст природоохранного ремесла Е. А. Клюшкин. Также в те годы природу Бадхыза изучали известные ботаники И. А. Линчевский, В. И. Липский, а также зоологи В. Г. Гептнер, М. К. Лаптев, Г. П. Дементьев, К. А. Воробьев, А. Г. Банников и другие. Долгое время Бадхызским заповедником заведовал лесовод В. И. Кравченко, который организовал заказники в местах водопоя. Кроме этого он организовал выжеребки куланов, а также окота джейранов.
В. И. Липский, являясь одним из ведущих исследователем Бадхызского заповедника, назвал его природу «баирной степью», рельеф которой имеет холмистый характер. Некоторые считают Бадхыз пустыней, что не соответствует действительности, и в то же время его нельзя назвать и степью. Бадхызский заповедник является полупустыней с холмами. Пустыня Каракум примыкает к Бадхызскому заповеднику с севера. А холмы находятся в восточной части заповедника, расположенные одиночно и группами. Высота холмов составляет от 20 до 200 метров. На севере холмы переходят в возвышенности Дузенкыр и Эллибир, на юго-западе достигает до 800 м над уровнем моря, и становится гористой.
Огромная бессточная впадина Еройландуз является интересным участком заповедника. Впадина имеет длину на 20 км с востока на запад и ширину примерно 10 км. Глубина данной котловины с соленым озером достигает 500 м. Плотная иловатая почва дна впадины помогает собирать атмосферные осадки, а вследствие испарения на дне остается большой слой соли. Окраины котловины окружены группой сопок-останцов. Вулканические и горные породы, имея черный цвет, живописно выделяются среди белых солевых отложений. Кроме этого, на открытых андезитово-базальтовых пластах найдены следы растений, существовавших на этих территориях много тысяч лет назад. Также на юге Бадхызского заповедника кроме впадины Еройландуз имеются и другие, маленькие по размерам впадины — Кагазлы, Текедуз, Немексар.
Урочище Гызылджар расположилась у восточных границ резервата, является очень глубоким и широким оврагом, длина которого достигает 18 км. Края оврага имеют крутые и отвесные чинки с уступами, а также крупными щебнисто-песчаными отвалами. Высота данных обрывистых стен достигают несколько десятков метров. На дне оврага имеется ручей, которая пересыхает в летний период. Коренные породы состоят мощной толщей песчаников, переслоенной конгломератами, а также третичными известняками. В некоторых местах как, в Гызылджаре, на поверхности имеются красноватые песчаники, прорезанные жилками гипса.
Бадхызский заповедник очень беден водным источникам. За пределами заповедника имеются реки Хеджей и Кушка с её притоком Ислимчешме. Они проходят с востока и запада Бадхызского заповедника. На территории заповедника очень мало родников и колодцев. В целом здесь имеются два пресноводных родника — Акарчешме и Нердеванлы. Животные, а именно куланы, утоляют свою жажду не только на Теджене и Кушке. До апреля — мая водопоями для них служат временные лужи, которые находятся в бессточных котловинах Еройландуз и Немексар.

## Климат
Бадхыз имеет сухой климат, но влажнее, чем в пустыне. За год в среднем выпадает около 280 мм осадков, максимум достигает 420 мм, а минимум 130 мм. Для сравнения, в пустыне Каракумы в среднем выпадает осадков не более 100 мм в год. Среднегодовая температура воздуха в Бадхызском заповеднике 16,3°С тепла. Среднемесячная в июле достигает +28,9°С, а январская +2,6°С. Абсолютная минимальная температура воздуха в заповеднике зарегистрирована в Серхетабаде (ранее назывался Кушка) в 1905 году (-33°), а максимальная достигала +48°С. Суточные перепады температуры в районе 21-22° С. Такие резкие колебания температуры объясняются влиянием с северной стороны знойным Каракумом, а с юга — хребтами Гиндукуша.
Название «Бадхыз» переводится с фарси как «ветер зарождается», что имеет смысл, — в заповеднике ветры часты, а также нередко большой силы, и особенно, в полуденные часы. Преимущественно ветры северного и северо-восточного направления.
Зима на Бадхызе очень коротка и мягка, а снег выпадает несколько раз, лежит недолго, до 1-2 недель, иногда бывают совсем бесснежные зимы. В отдельные годы снежный покров Бадхыза достигает 20 см. В такие суровые (зимние, а также и мартовские) дни погибает много птиц. Так, в марте 1956 года и январе 1957-го было зарегистрировано около 1400 погибших птиц, относящихся к 33 видам (Рустамов и др., 1959). Жизнь зимой не замирает полностью. В такое время года активны не только птицы, но и большинство млекопитающих, а также некоторые ящерицы, змеи и насекомые. Местами пробивается и сочная зелень. Время, когда заканчивается зима и начинается весна, порой трудно различить. Конец февраля и в целом март в Бадхызе уже наступает весна. В апреле развивается очень мощный травяной покров. Местами трава может достичь человеческого роста. В это время очень красочны и колоритны склоны холмов, а также долинообразных понижений. Появляются различные роды цветов. Все кругом благоухает. Встречаются пролетные птицы и размножаются местные пернатые, а также пробуждаются и становятся активными звери и пресмыкающиеся. Но так бывает уж не каждый год. В те годы, когда осадков мало или нет, холмы имеют весьма унылый вид, а растения сохнут, лишь в понижениях, а также на дне ущелий имеются пятна зелени. Лето бывает долгим и жарким. Обычно четыре-пять месяцев стоит зной и иногда встречается смягчаемые ветры. В мае, а нередко в конце апреля вся трава выгорает, и приходит засуха. Высыхают временные водоемы, а также мелеют речки. Это продолжается до августа или до сентябре. За счет длительности лета осень очень коротка, которая охватывает октябрь и ноябрь. Жара спадает, а в отдельные дни солнце разогревается по-летнему. В целом, осенью природа заметно оживает: выходит осенняя зелень, а также цветут кустарники и некоторые травы.

## Флора
Богатая, разнообразная и специфическая флора Бадхыза слагается из ирано-афганских и среднеазиатских видов. На территории Бадхыза насчитывается около 1050 видов сосудистых растений, 696 видов которых находятся именно в Бадхызе. Также на Бадхызской возвышенности имеется 69 эндемичных видов, менее 60 которых встречаются на территории Туркменистана. К этим видом можно отнести тюльпан кушкинский; курчавку бадхызскую; астрагалы кушкинский, Васильченко, бадхызский; кузинию бадхызскую и фагналон Андросова. Кроме этого на территории Бадхыза можно встретить такие группировки растительности как, осочково-мятликовая, разнотравная, полынно-кустарниковая, солянковая, фисташники и саксаульники. Среди растительности заповедника в весеннее время можно встретить осочки и мятлик, основной корм для диких животных. Они вырастают раньше всех растений весной, а конце апреля и в начале мая они уже желтеют и выгорают. Кроме этого можно встретит полыни, пижмы, кузинии, луки, эспарцеты, солянки. На котловине Еройландуз встречаются в основном пустынные растения, среди которых черный саксаул и имеются участки с зарослями солянок. Пулихатынская фисташниковая роща является единственным местом, где сохранился естественный массив фисташек, площадь которого составляет более 70 тыс. га. На Бадхызе имеются редкие и исчезающие виды растений, которые были внесены в Красную книгу Туркменистана.

## Фауна
Заповедник сыграл важнейшую роль в восстановлении численности кулана. В первой половине XX века это было единственное место, где обитала последняя популяция туркменского подвида этого вида — Equus hemionus kulan. Численность куланов возросла с 200 в 1941 году, когда заповедник был учреждён, до 5000 животных. После сильного падения численности в начале 1990-х годов, к 2002 году в заповеднике обитает около 650 куланов. Другие крупные млекопитающие Бадхыза, охраняемые в заповеднике, — туркменские уриалы, кабаны, персидские леопарды, полосатые гиены и джейраны. Численность джейранов достигала пяти-семи тысяч в 1980-х годах, а в начале 2000-х снизилась до 2000 голов.
В Бадхызе обитает около 1323 видов беспозвоночных животных, в числе которых 1167 видов насекомых. Позвоночных животных насчитывается около 358 видов. Эндемичных около 12 видов, граница распространения которых находится именно в этих местах. Пауков имеется около 93 вида. Один из них — каракурт — паучок, размер которого достигает до 2 см. В реках Теджен и Кушка обитают туркестанский пескарь, закаспийская маринка, восточная быстрянка, сазан и другие рыбы, всего около 15 видов. Также наибольший интерес представляют эндемичные виды — туркменский голец и голец Кесслера, встречающийся в Средней Азии только в реке Кушка, а также дискогнат, распространенный лишь в реках Теджен, Кушка и верхней части Мургаба.